# Clarence Walker
Clarence Leonard "Sal" Walker (Puerto Elizabeth, 13 de diciembre de 1898–Roodepoort, ídem, 30 de abril de 1957) fue un boxeador sudafricano. Obtuvo una medalla de oro en la categoría de peso gallo durante los Juegos Olímpicos de Amberes 1920. A nivel profesional logró una marca de siete victorias con igual número de derrotas y dos empates, conquistando cetros nacionales de peso pluma y gallo.